# Zeuxia brunnicornis
Zeuxia brunnicornis là một loài ruồi trong họ Tachinidae.